# André-Luc Appietto
Pour les articles homonymes, voir Appietto (homonymie).
André-Luc Appietto (né le 30 novembre 1946 à Bizerte (Tunisie) et mort le 7 mai 1973 à Bourg-en-Bresse) était un pilote de moto français qui courut en course de côte et en championnat de France, ainsi qu'au Bol d'Or (1969) puis s'est attaqué au « Continental Circus », comme on nommait alors le Championnat du monde de vitesse moto.

## Carrière en course
Issu d'une famille aisée, à l'âge de dix-neuf ans, André Luc commence à courir en 1966 avec sa Norton 650 Manxman (en) personnelle, en courses de côte à Méru, Lapize et à Montlhéry entre autres. Il pilotait alors aussi sur Bultaco, Morini ou une Kawasaki 500 H1R. Dans la course de Lapize, avec une Laverda 750 cm3, il bat le record de Jacques Insermini. Il obtient également sa licence pour les courses d'endurance.
En endurance : En 1969, l’arrivée des motos japonaises sur le marché français sonne le renouveau de la compétition moto. Elle coïncide avec l’arrivée d’un monstre mythique : la Honda 750 quatre cylindres quatre temps et aussi de la Kawasaki 500 H1. De formidables machines qui - adaptées pour la course - viennent affronter les marques européennes sur les pistes. 
Au Bol d'or sur l'autodrome de Linas-Montlhéry, c’est la  Laverda 750 usine pilotée par le tandem Appietto-Naudon qui est donnée favorite par les bookmakers. Le 13 septembre 1969 à 15 heures, 54 machines de 250 à 750 cm3 prennent le départ avec, en tête, la Honda CR 750 (engagée par Japauto) no 61 pilotée par Michel Rougerie et Daniel Urdich. Le temps est pluvieux. La Laverda favorite ainsi que les trois Kawasaki connaissent des problèmes mécaniques. Michel Rougerie et Daniel Urdich (19 ans chacun) vont triompher. Appietto termine 20e au classement général et 8e en catégorie plus de 500 cm3.
En Grand Prix : En 1968, il fait une tentative au Grand Prix de Belgique sur une 250 Kawasaki et termine en 14e place. Il décide alors de s'attaquer au championnat du monde en 1969 et 1970. Il marque des points en GP avec une 500 Paton aux Grand Prix de France et de Tchécoslovaquie. C'est le type même du « pilote privé » - immortalisé par le film Continental Circus - qui va d'un circuit à l'autre avec sa fourgonnette (une Renault Goélette 1 000 kg) équipée d'une couchette et sa moto dedans. 
En 1973 sur une 250 Yamaha il marque des points en France se bat sur tous les circuits d'Europe. Sur tous les circuits, il se bat aussi pour plus de sécurité et, en tant que président de l'ACIF, pour que les pilotes français soient payés pour courir.
Autre activité : Absent des circuits de Grand Prix en 1971 et 1972, il ne reste pas inactif puisqu'il monte son propre magasin de motos à Paris au début du Boulevard de la Villette face à la station de métro Stalingrad. Avec son équipe, il y commercialise entre autres des Kawasaki 500 H1 et 350 S2.
L'année 1973 devait être son année. Il est 8e en 250 cm3 au GP France en avril au Castelet, quelques jours avant sa chute le 6 mai dans le « Virage des Bouleaux » du très dangereux circuit des Vennes  . Il décède à l'hôpital de Bourg-en-Bresse (Ain) le lendemain de l'accident.
| Année | Rang | Moto       | Grand prix      | Place | Points | Total |
| ----- | ---- | ---------- | --------------- | ----- | ------ | ----- |
| 1969  | 34e  | Paton 500  | France          | 7e    | 4      | 7     |
| 1969  | 34e  | Paton 500  | Tchécoslovaquie | 8e    | 3      | 7     |
| 1970  | 45e  | Paton 500  | France          | 10e   | 1      | 1     |
| 1973  | 35e  | Yamaha 250 | France          | 8e    | 3      | 3     |